# 阿姆利则列车事故
阿姆利则列车事故是2018年10月19日傍晚在印度阿姆利则发生的一起列车冲撞人群的事故，这些人群聚集在一起观看印度教节日的庆祝活动。事故共造成61人死亡，约200人受伤。当地警方称由于节日烟花的巨大声响，使人群听不见火车驶来的声音。

## 回应
旁遮普省首席部长阿馬林達·辛格宣布赔偿死者家属₹5拉克（约合4.72万人民币），以及给予事故中伤者免费治疗。铁路部门没有直接决定任何补偿。中央政府宣布给予遗属₹2拉克以及伤员₹50000（约合0.48万元人民币）作为补偿。
一些当地人在10月20日（事故第二天）在铁轨上静坐抗议，要求官员及火车司机采取行动，向受害者提供足够的赔偿。一些抗议者要求政府向遇难者家属提供政府工作，并将责任归咎于官员。
铁路部门负责人Manoj Sinha认为司机无过错，不采取对他的任何行动。